# Colisão de trens em Chenzhou
A colisão de trens em Chenzhou refere-se ao desastre ocorrido em 29 de junho de 2009, na estação de Chenzhou, província de Hunan, China. O acidente aconteceu quando dois trens expressos, K9017 e K9063, colidiram às duas horas e 34 minutos, matando três pessoas e deixando mais de sessenta feridos.

## Descrição
O acidente ocorreu na ferrovia convencional Pequim-Guangzhou. O trem expresso de passageiros K9017, da classe K, viajava de Changsha, Hunan, para Shenzhen, Guangdong. Por volta das duas horas e 34 minutos, horário local, o trem chegou na estação ferroviária de Chenzhou com velocidade superior a 50 km/h, resultando na colisão lateral contra o trem K9063 de Tongren, Guizhou. Este último havia começado sua trajetória para o oeste de Shenzhen. A investigação inicial descobriu que o trem K9017 acelerou em um ponto de inflexão na estação, ignorando uma luz vermelha que o fazia parar e estava viajando a uma velocidade de 55 km/h. A velocidade provocou o descarrilamento do trem: os dois motores e seis vagões saíram dos trilhos. Um dos carros colidiu com duas casas próximas, destruindo as estruturas.
De acordo com as placas eletrônicas da estação, o K9063 estava programado para chegar na estação às 02h12min, deixando-a dez minutos depois. Já o K9017 tinha a programação de chegada às 02h38min, saindo às 02h41min. Em síntese, ambos deveria ter chegado na estação por volta de quinze minutos de diferença um do outro. Os passageiros do K9017 revelaram que o trem havia parado inicialmente por vinte minutos antes de chegar à estação ferroviária de Chenzhou, por volta das 02:00. Parecia não ter havido nenhum esforço do K9017 em parar o trem ao entrar na estação de Chenzhou, que era uma parada programada. Além disso, nenhuma precaução foi tomada pelo trem de partida K9063. Como resultado, os relatórios questionaram a validade da alegação de que houve uma falha no freio.
A colisão deixou milhares de passageiros presos na estação.

## Vítimas
A CCTV transmitiu a informação de que dois passageiros ficaram em intensiva terapia no hospital, enquanto quarenta e duas outras pessoas receberam tratamento para ferimentos leves. O número de mortos pelo acidente foram de três, todas vítimas fatais eram do sexo feminino, sendo duas passageiras e uma moradora de uma residência.

## Causas
O Guangdong Railways Group, empresa responsável por operar os dois serviços, atribuiu o acidente à falha no sistema de frenagem. Isso ainda não foi confirmado pelo Ministério das Ferrovias.

## Investigação
Uma investigação foi solicitada por Liang Jiakun, vice-diretor da Administração Estatal de Segurança do Trabalho. O Ministério das Ferrovias também iniciou uma investigação.

## Reações
Liu Zhijun, que na época era o Ministro das Ferrovias, viajou para a área para examinar a operação de resgate.